# Nephodia subpardata
Nephodia subpardata är en fjärilsart som beskrevs av Paul Dognin 1916. Nephodia subpardata ingår i släktet Nephodia och familjen mätare. Inga underarter finns listade i Catalogue of Life.